# 轻烟
轻烟（法语：La P'tite Fumée）是一支自2013年成立的法国乐队。他们的音乐融合了迷幻出神（Psytrance）、赛博朋克（Cyberpunk）和異域民謠风格。乐队由四名成员组成，他们的表演中使用了诸如迪吉里杜管、古典吉他、长笛、打击乐器、贝斯和鼓等乐器。

## 专辑
2015年，La P'tite Fumée发行了他们的首张专辑《Triboux》，收录了11首原创曲目。他们的第二张专辑《Owl Rising》于2017年发布，包括《Psyphonik》、《Haunted》和《Elements》等曲目。两年后，他们发布了最新专辑《Thunderbird》，其中包含了与Les Ramoneurs de Menhirs合作的《Thunderbreizh》和与Mandragora合作的《You See Me》。